# Bichroma
Bichroma là một chi bướm đêm thuộc họ Geometridae.